# Fleischroter Zystidenrindenpilz
Der ungenießbare Fleischrote Zystidenrindenpilz (Peniophora incarnata) ist eine Pilzart aus der Familie der Zystidenrindenpilzverwandten. Die fleischorange gefärbten, dünnen und krustenartigen Fruchtkörper erscheinen ganzjährig an meist liegendem Laubholz.

## Merkmale

### Makroskopische Merkmale
Die krustenartigen (resupinaten) Fruchtkörper überziehen das Substrat als unregelmäßige, dünne, flächige Überzüge. Die feucht wachsartig aufgequollenen, 0,5–1 mm dicken Fruchtkörper sind eng mit dem Substrat verwachsen. Sie sind blass gelborange bis kräftig orangerot oder fleischrötlich gefärbt. Die Oberfläche ist glatt bis schwach höckerig und trocken dünn und rissig. Der weißliche Rand ist bei jungen Exemplaren etwas fransig. Er ist nur sehr selten aufgerollt. Das weißliche Fleisch ist lederig und hat keine schwarzbraune Basalschicht. Der Pilz hat keinen auffälligen Geruch und Geschmack, das Sporenpulver ist blass rosa.

### Mikroskopische Merkmale
Die länglich bis schmal ellipsoiden, glatten und inamyloiden Sporen messen 7,5–10 µm × 3,5–5 µm. Außerdem findet man kristalltragende, dickwandige Zystiden und Gloeozystiden, Dendrohyphidien fehlen. Die Hyphen haben Schnallen.

## Artabgrenzung
Der Fleischrote Zystidenrindenpilz ist an den fleischorange gefärbten, meist am Rand nicht umrollenden, dünnen Fruchtkörpern zu erkennen. Mikroskopisch sind die dünnwandigen Gloeozystiden ein zusätzliches, wichtiges Merkmal, das innerhalb der Gattung relativ selten ist. Dünnwandige Gloeozystiden kommen aber auch bei drei weiteren recht ähnlichen Zystidenrindenpilzen vor: dem Erlen- (Peniophora erikssonii), dem Grünerlen- (P. aurantiaca) und dem Hainbuchen-Zystidenrindenpilz (P. laeta), die zusammen mit dem Fleischroten Zystidenrindenpilz in die Untergattung Gloeopeniophora gestellt werden. Der Hainbuchen-Zystidenrindenpilz (P. laeta) wächst wie es der Name schon verrät auf Hainbuchenästen, während der Grünerlen- und Erlen-Zystidenrindenpilz auf verschiedenen Erlen-Arten im Gebirge wächst. Die beiden besitzen deutlich größere und mindestens 6,5 µm breite Sporen, während die Sporen des Fleischroten Zystidenrindenpilz maximal 5 µm breit werden.

## Ökologie
Der Pilz wächst das ganze Jahr über, besonders aber im Herbst und Winter, auf abgestorbenen Laubholzästen. Nur selten findet man ihn auch auf Nadelholz.

## Verbreitung

Europäische Länder mit Fundnachweisen des Fleischroten Zystidenrindenpilzes.
Legende:
grün = Länder mit Fundmeldungen
cremeweiß = Länder ohne Nachweise
hellgrau = keine Daten
dunkelgrau = außereuropäische Länder.

Der nahezu kosmopolitische Pilz wurde in Australien, Neuseeland, Nordamerika (Kanada, Mexiko, USA), Nordafrika (Marokko), auf den Kanarischen Inseln, Madeira, den Azoren und Europa nachgewiesen. Außerdem kommt er in großen Teilen Asiens vor (u. a. in Indien, Iran, Zentralasien, Sibirien und Japan).
In Europa findet man ihn von Spanien bis zu den Hebriden und Island im Westen und vom Balkan und Griechenland, über Mittel- und Nordeuropa hinweg bis ins norwegische Lappland. Das Verbreitungsgebiet des Zystidenrindenpilzes, der wohl in keinem europäischen Land fehlt, reicht in Norwegen bis zum 70. und in Schweden bis zum 68. Breitengrad.
In Deutschland ist der Pilz von der dänischen Grenze und den Nord- und Ostseeinseln bis zum Hochrhein und in die Alpen hinein häufig.

## Bedeutung
Der Fleischrote Zystidenrindenpilz spielt als Speisepilz keine Rolle.